# Urszulanki Unii Rzymskiej
Urszulanki Unii Rzymskiej, Unia Rzymska Zakonu Świętej Urszuli (łac. Unio Romana Ordinis Sanctae Ursulae) – międzynarodowy instytut zakonny, któremu początek dała św. Aniela Merici, zakładając w 1535 w Brescii Towarzystwo św. Urszuli. Misją zakonu jest ewangelizacja przez wychowywanie i nauczanie, przede wszystkim dzieci i młodzieży.
Początkowo było to Towarzystwo św. Urszuli, a na początku XVII wieku zostało we Francji przekształcone w zakon. Patronem jest św. Urszula – dziewica i męczennica żyjąca w IV w. Urszulanki prowadzą na całym świecie szkoły (najczęściej koedukacyjne). Zwierzchniczką Sióstr Urszulanek UR jest Matka Generalna. Od 2019 funkcję tę pełni Australijka, M. Susan Flood OSU. Zakon liczy około 1400 sióstr. Najliczniejszą prowincją jest prowincja polska.

## Urszulanki w Polsce
Na ziemie polskie urszulanki przybyły z Wrocławia w 1857 roku, zakładając szkołę dla polskich dziewcząt w Poznaniu. Podobne szkoły uruchomiły też w zaborze austriackim (Kraków, Tarnów, Lwów, Stanisławów, Kołomyja) oraz przy parafii św. Katarzyny w Petersburgu. W okresie międzywojennym rozszerzyły swoją działalność na cały kraj, zakładając szkoły m.in. w Lublinie, Rybniku i Gdyni. W 1936 roku powołały do życia Unię Polską, która przyłączyła się do Unii Rzymskiej. W czasie II wojny światowej udzielały pomocy potrzebującym i biednym, w tym też Żydom, prowadząc m.in. bursę dla dziewcząt w Warszawie. 16 sióstr i 27 dziewczynek Niemcy po upadku powstania warszawskiego wywieźli do obozu w Bietigheim. Powróciły one w 1945
Po wojnie urszulanki w wyniku działań władz państwowych utraciły wszystkie szkoły, z wyjątkiem liceum ogólnokształcącego we Wrocławiu. Po 1980 r. odzyskały część szkół. Obecnie polska prowincja liczy 390 sióstr i 21 wspólnot. Jej członkinie nazywane są popularnie urszulankami czarnymi, w odróżnieniu od urszulanek szarych ze Zgromadzenie Sióstr Urszulanek Serca Jezusa Konającego. Prowadzą przedszkola, szkoły, a także zajęcia na uczelniach, zajmują się katechizacją dzieci, młodzieży i dorosłych, prowadzą internaty szkolne, akademiki dla studentek i świetlicę środowiskową. Podejmują również działalność misyjną w różnych krajach Ameryki Środkowej, Afryki oraz Europy Wschodniej, głównie na Ukrainie (Kijów, Stanisławów, Czerniowce, Kołomyja, Sumy).
W 1999 r. siostra Maria Klemensa Staszewska, jedna z polskich urszulanek Unii Rzymskiej, została beatyfikowana przez Jana Pawła II w gronie 108 męczenników II wojny światowej.
W 2004 r. siostra urszulanka Ewa Jezierska, biblistka, została pierwszą w Polsce kobietą z tytułem profesora nauk teologicznych.

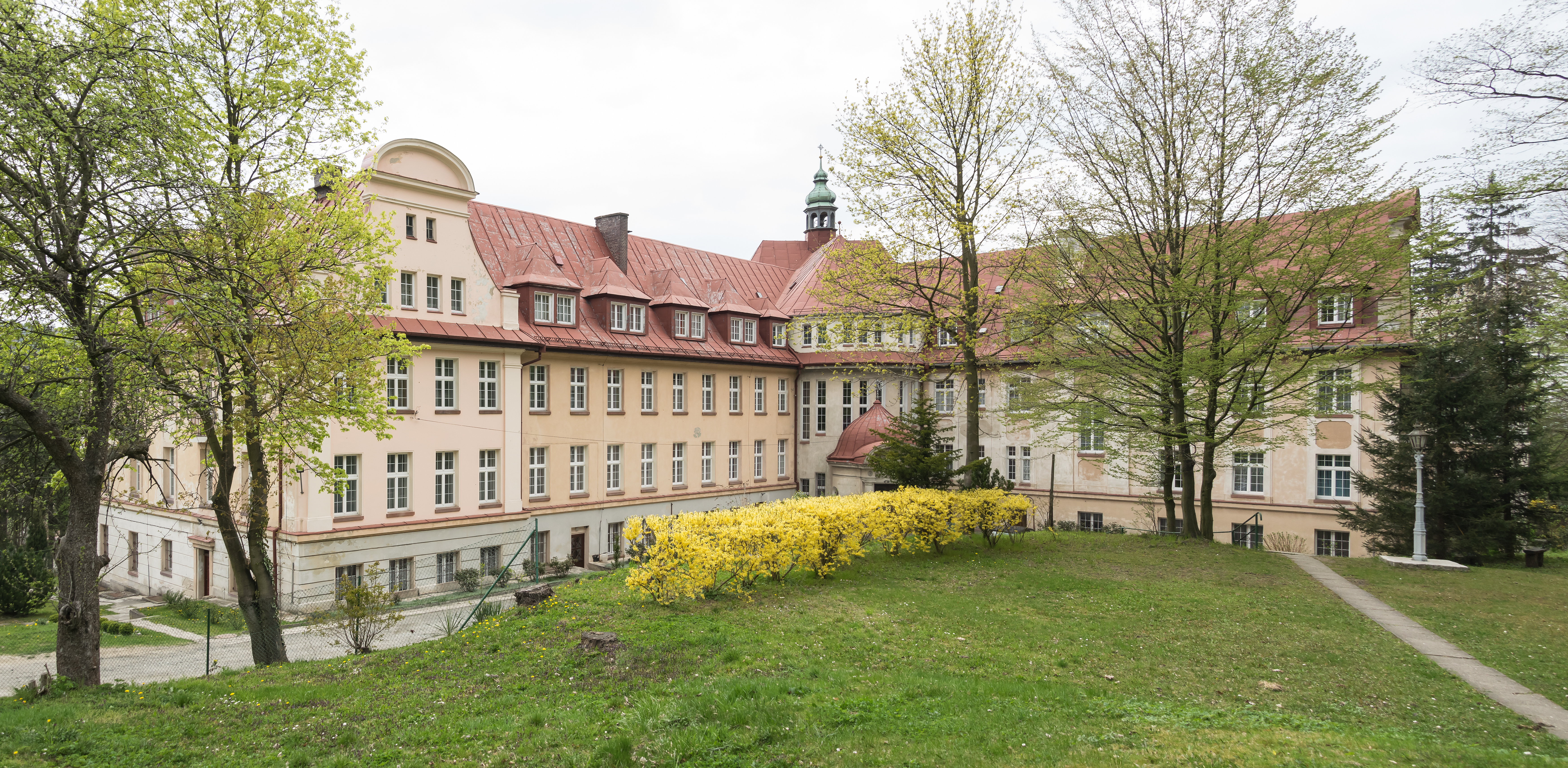
Klasztor urszulanek w Bardzie
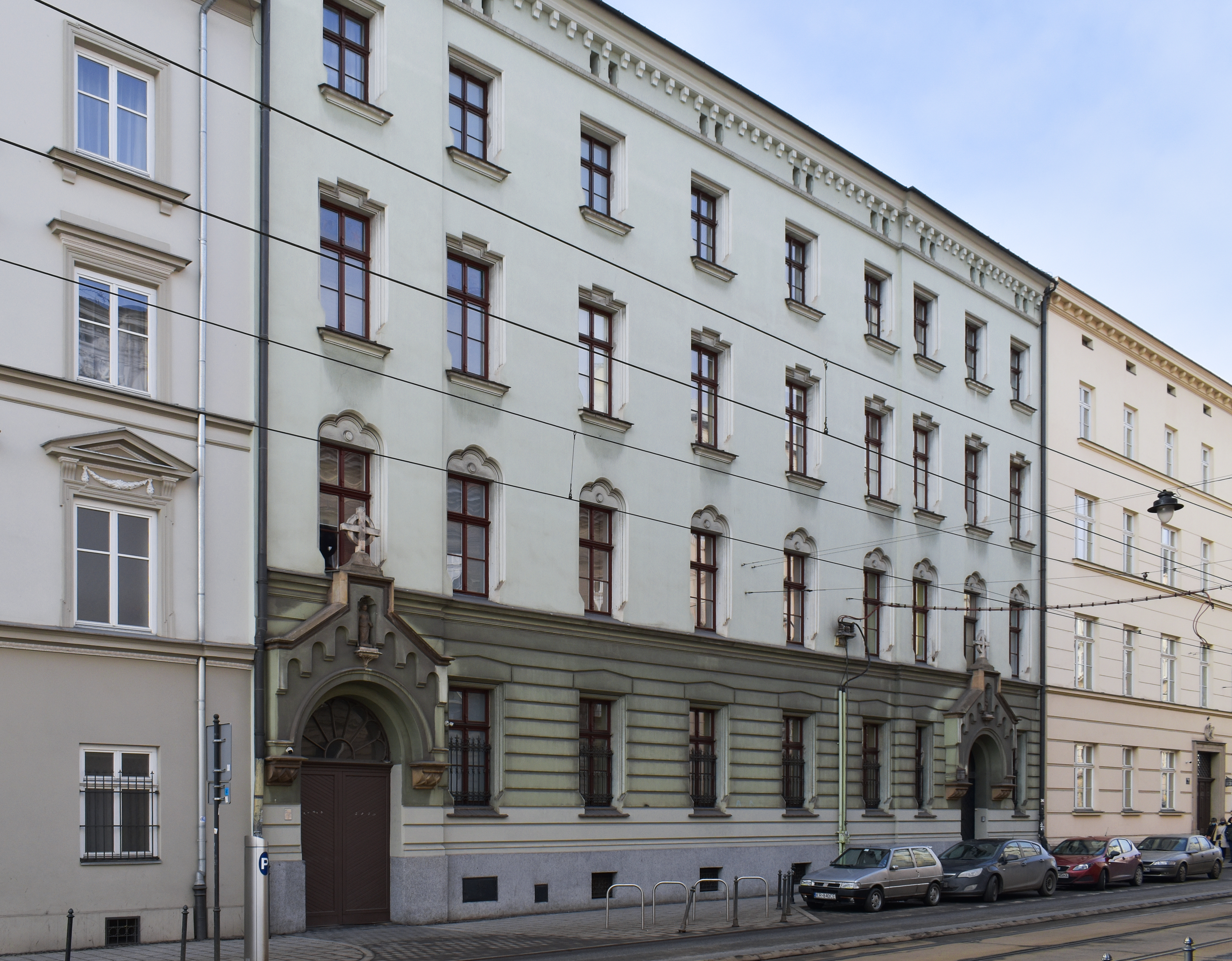
Konwent w Krakowie ul. Starowiślna 9